# سابوبان (خاليسكو)

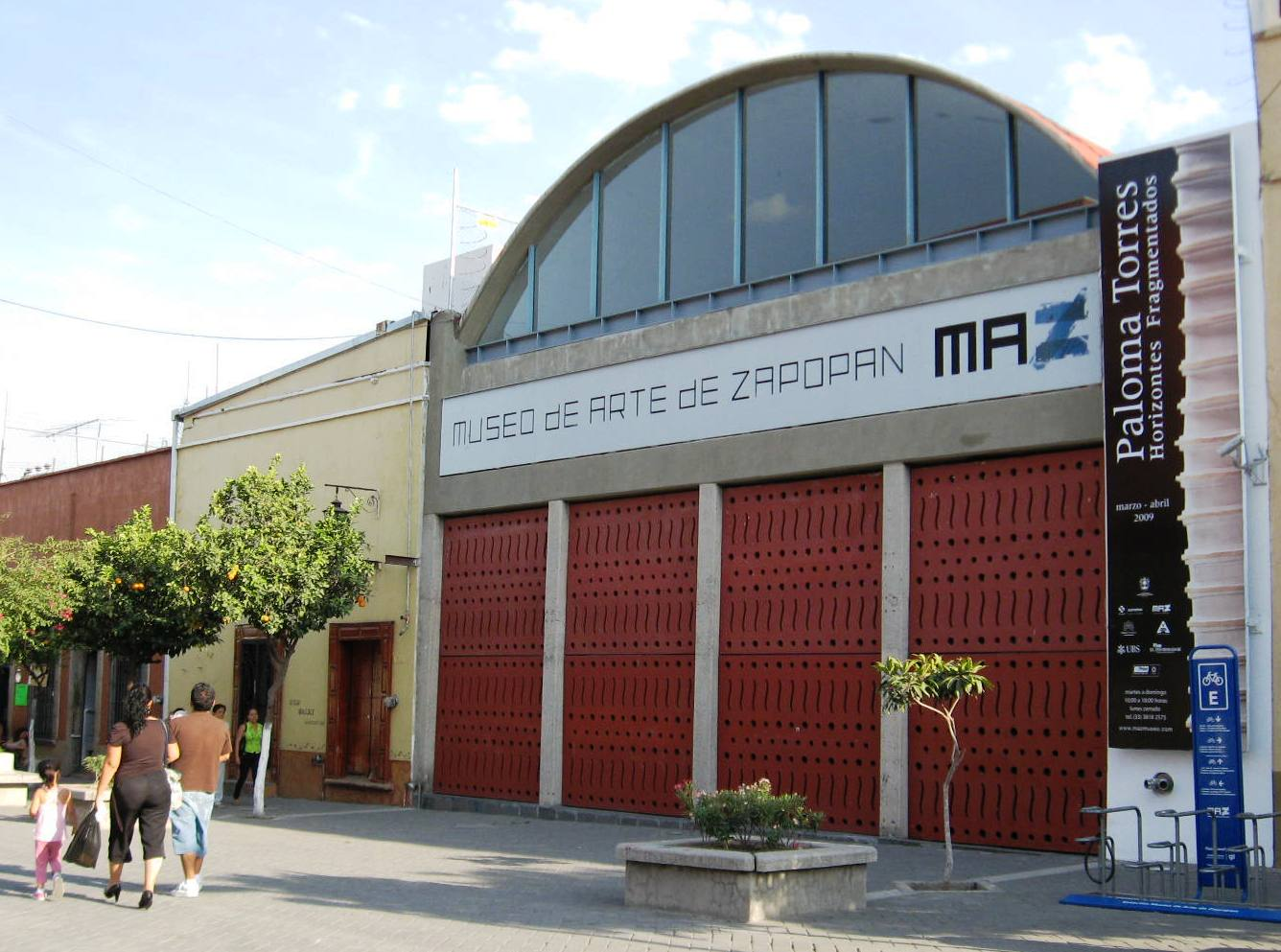
متحف الفنون

سابوبان هي مدينة وبلدية تقع في ولاية خاليسكو المكسيكية، التي تقع داخل منطقة غوادالاخارا الكبرى. أكبر نادي في المدينة هو نادي غوادالاخارا. يبلغ عدد سكانها 1,155,790 حسب إحصاء جرى في عام 2005.

## المناخ
يظهر الجدول التالي التغييرات المناخية على مدار السنة لسابوبان:
| البيانات المناخية لـسابوبان             | البيانات المناخية لـسابوبان | البيانات المناخية لـسابوبان | البيانات المناخية لـسابوبان | البيانات المناخية لـسابوبان | البيانات المناخية لـسابوبان | البيانات المناخية لـسابوبان | البيانات المناخية لـسابوبان | البيانات المناخية لـسابوبان | البيانات المناخية لـسابوبان | البيانات المناخية لـسابوبان | البيانات المناخية لـسابوبان | البيانات المناخية لـسابوبان | البيانات المناخية لـسابوبان |
| الشهر                                   | يناير                       | فبراير                      | مارس                        | أبريل                       | مايو                        | يونيو                       | يوليو                       | أغسطس                       | سبتمبر                      | أكتوبر                      | نوفمبر                      | ديسمبر                      | المعدل السنوي               |
| --------------------------------------- | --------------------------- | --------------------------- | --------------------------- | --------------------------- | --------------------------- | --------------------------- | --------------------------- | --------------------------- | --------------------------- | --------------------------- | --------------------------- | --------------------------- | --------------------------- |
| الدرجة القصوى °م (°ف)                   | 36.0 (96.8)                 | 39.0 (102.2)                | 40.5 (104.9)                | 42.0 (107.6)                | 41.0 (105.8)                | 41.0 (105.8)                | 36.5 (97.7)                 | 38.5 (101.3)                | 37.0 (98.6)                 | 39.0 (102.2)                | 39.0 (102.2)                | 39.0 (102.2)                | 42.0 (107.6)                |
| متوسط درجة الحرارة الكبرى °م (°ف)       | 25.1 (77.2)                 | 27.3 (81.1)                 | 29.9 (85.8)                 | 32.3 (90.1)                 | 33.5 (92.3)                 | 31.1 (88.0)                 | 27.8 (82.0)                 | 27.8 (82.0)                 | 27.6 (81.7)                 | 27.5 (81.5)                 | 26.6 (79.9)                 | 25.0 (77.0)                 | 28.5 (83.3)                 |
| المتوسط اليومي °م (°ف)                  | 16.8 (62.2)                 | 18.4 (65.1)                 | 20.4 (68.7)                 | 22.6 (72.7)                 | 24.2 (75.6)                 | 23.6 (74.5)                 | 21.8 (71.2)                 | 21.8 (71.2)                 | 21.7 (71.1)                 | 20.7 (69.3)                 | 18.7 (65.7)                 | 17.0 (62.6)                 | 20.6 (69.1)                 |
| متوسط درجة الحرارة الصغرى °م (°ف)       | 8.4 (47.1)                  | 9.5 (49.1)                  | 10.8 (51.4)                 | 13.0 (55.4)                 | 15.0 (59.0)                 | 16.1 (61.0)                 | 15.8 (60.4)                 | 15.7 (60.3)                 | 15.7 (60.3)                 | 14.0 (57.2)                 | 10.8 (51.4)                 | 9.0 (48.2)                  | 12.8 (55.0)                 |
| أدنى درجة حرارة °م (°ف)                 | −4.0 (24.8)                 | −2.0 (28.4)                 | 1.0 (33.8)                  | 1.0 (33.8)                  | 7.0 (44.6)                  | 7.0 (44.6)                  | 7.0 (44.6)                  | 6.0 (42.8)                  | 8.0 (46.4)                  | 7.0 (44.6)                  | 1.0 (33.8)                  | −7.0 (19.4)                 | −7.0 (19.4)                 |
| الهطول مم (إنش)                         | 15.1 (0.59)                 | 10.0 (0.39)                 | 4.5 (0.18)                  | 4.2 (0.17)                  | 23.0 (0.91)                 | 195.5 (7.70)                | 264.1 (10.40)               | 217.8 (8.57)                | 163.8 (6.45)                | 60.4 (2.38)                 | 13.5 (0.53)                 | 12.1 (0.48)                 | 984.0 (38.74)               |
| متوسط أيام هطول الأمطار (≥ 0.1 mm)      | 2.1                         | 1.1                         | 0.5                         | 1.0                         | 3.1                         | 14.2                        | 20.0                        | 18.7                        | 14.1                        | 6.2                         | 1.6                         | 2.1                         | 84.7                        |
| المصدر: Servicio Meteorológico Nacional |                             |                             |                             |                             |                             |                             |                             |                             |                             |                             |                             |                             |                             |

## ملعب أومنيلايف
ملعب أومنيلايف هو ملعب كرة قدم في المكسيك وهو رابع أكبر ملعب في البلاد حيث تبلغة سعة الملعب 49,850. احتضن الملعب عدة بطولات من بينها دورة الألعاب الأمريكية 2011 والمواجهة الأولى من نهائي كوبا ليبرتادوريس 2010.

## توأمة
لسابوبان (خاليسكو) اتفاقيات توأمة مع كل من:
- أنتيغوا غواتيمالا
- تشيستوخوفا
- غراند رابيدز
- Marianao [الإنجليزية]‏
- تشانغوون
- روسيميد
- ساغيناو
- تشنغدو (2015 - )[12]

## أعلام
- اميليو غارسيا
- دانا باولا
- سيسيليا بيريز
- لويس كاماتشو
- أماوري إيسكوتو
- خوان بابلو رودريغيز